# Jasna Fritzi Bauer

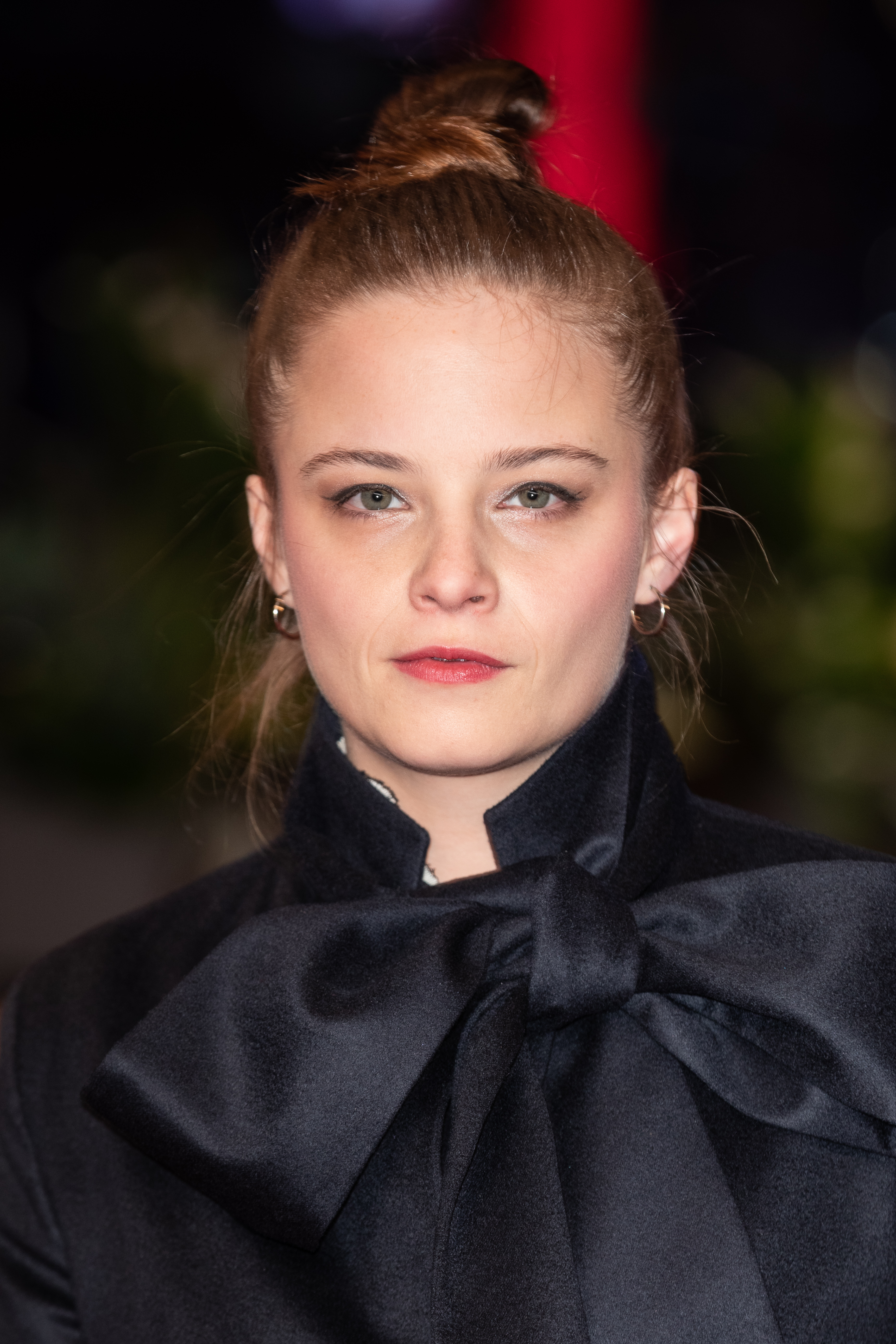
Jasna Fritzi Bauer, 2020

Jasna Fritzi Bauer (* 20. Februar 1989 in Wiesbaden) ist eine schweizerisch-chilenische Schauspielerin, Hörbuchsprecherin und Autorin.

## Leben
Jasna Fritzi Bauer wurde 1989 in Wiesbaden als Tochter einer Germanistin und eines Café-Bar-Besitzers geboren. Sie ist die Urenkelin des Schweizer Physiologen und Membranforschers Robert Stämpfli und wuchs in einer Patchworkfamilie mit sechs Geschwistern auf. Von 2006 bis 2008 war Bauer Ensemblemitglied im Jugendclub des Hessischen Staatstheaters Wiesbaden; danach absolvierte sie ab 2008 ihr Schauspielstudium an der Hochschule für Schauspielkunst „Ernst Busch“ Berlin, das sie 2012 abschloss.
Schon während ihrer Studienzeit war Bauer an verschiedenen Theatern in Berlin als Gast zu sehen, unter anderem an der Schaubühne am Lehniner Platz in Leo Tolstois Die Macht der Finsternis unter der Regie von Michael Thalheimer. Die Inszenierung des Bühnenstückes Helden von Ewald Palmetshofer am bat Studiotheater in der Regie von Roscha A. Säidow wurde auf dem 22. Theatertreffen deutschsprachiger Schauspielschulen mit dem Vontobel-Preis ausgezeichnet. Nach mehreren kleinen Hochschulproduktionen stand Bauer dann im Frühjahr 2012 unter der Regie von Jutta Hoffmann in der Komödie Das Spiel von Liebe und Zufall am Hans Otto Theater in Potsdam auf der Bühne. Von 2012 bis 2015 war sie festes Ensemblemitglied am Wiener Burgtheater, danach hatte sie den Status Gast. Außerdem ist sie immer wieder als Gast an deutschen Bühnen tätig wie zum Beispiel an der Volksbühne am Rosa-Luxemburg-Platz oder dem Maxim Gorki Theater in Berlin. Im Sommer 2024 verkörperte sie die Rolle der Kriemhild bei den Nibelungenfestspiele Worms unter der Regie von Roger Vontobel.
Während des Studiums debütierte sie in Andi Rogenhagens 2010 gedrehtem Kinofilm Ein Tick anders, in dem sie die Rolle der Jugendlichen Eva, die das Tourette-Syndrom hat, verkörpert. Für diese Arbeit wurde sie 2011 mit dem Nachwuchsdarstellerpreis des Filmkunstfest Mecklenburg-Vorpommern und 2012 mit dem New Faces Award ausgezeichnet. Ebenfalls 2010 konnte sie in Wolfgang Dinslages Kinospielfilm Für Elise die Hauptrolle übernehmen. 2011 erhielt Bauer Hauptrollen in zwei weiteren Kinofilmen: In Christian Petzolds preisgekröntem DDR-Drama Barbara spielte sie an der Seite von Nina Hoss und Ronald Zehrfeld. Unter der Regie von Bettina Blümner verkörperte sie die Hauptfigur in der Verfilmung Scherbenpark nach Alina Bronskys gleichnamigem Roman.
Im Jahr 2012 folgten die ersten Dreharbeiten für das deutsche Fernsehen. Für ihre Darstellung der Hauptfigur Charleen in Mark Monheims Tragikomödie About a Girl wurde sie mit dem Bayerischen Filmpreis 2014 ausgezeichnet. In Kai Wessels 2014 mit dem Grimme-Preis ausgezeichnetem Mehrteiler Zeit der Helden wurde Bauer für eine der Ensemblehauptrollen engagiert und spielte an der Seite von Inka Friedrich, Oliver Stokowski und Julia Jäger. 2016 spielte sie die Rolle der Mifti in Axolotl Overkill unter der Regie der Autorin Helene Hegemann.
In der zweiten Staffel der von Christian Ulmen produzierten Serie jerks., die 2018 auf ProSieben ausgestrahlt wurde, spielt Bauer sich selbst. Die Serie ist so konzipiert, dass alle Schauspieler sich selber verkörpern und den Text großteils improvisieren.
Ab Oktober 2011 setzte sich Bauer als Schirmherrin für die Deutsche Tourette-Gesellschaft e. V. ein.
Im Jahr 2017 spielte sie in zwei Musikvideos (Bis uns das Licht vertreibt und Electric Guitar) der deutschen Band Tocotronic mit. Im Jahr 2020 war sie Hauptdarstellerin im Musikvideo Loyale Nutten des Berliner Rappers Taktloss.
Zudem spielte sie 2019 mit in dem Video von Westbam beim Song Way Up.
Von Ende 2020 bis Mitte 2022 sprach Bauer mit ihren Schauspielkolleginnen und Freundinnen Cristina do Rego und Anna Maria Mühe regelmäßig im Podcast Unter Dry über Themen der Schauspielerei.
Bauer ist seit 2021 Bremer Tatort-Kommissarin im Team Moormann und Selb.
Sie nahm im März und April 2022 an der 6. Staffel von The Masked Singer des Senders ProSieben teil. In der Verkleidung eines Seesterns erreichte sie Platz 5 in der Halbfinalsendung am 16. April 2022. Zwei Jahre später wurde sie für die Verleihung des Deutschen Filmpreises 2024 als eine von sieben Co-Gastgebern ausgewählt.
Im April 2025 veröffentlichte sie gemeinsam mit ihrer Partnerin Katharina Zorn den Roman „Else“ bei Kiepenheuer & Witsch.
Bauer ist Mitglied der Deutschen Filmakademie.

## Privates
Bauer war seit 2019 mit der Künstlerin Katharina Zorn liiert und lebte gemeinsam mit ihrer Lebensgefährtin und deren Kind, das Zorn in die Beziehung mitbrachte, in Berlin. Anfang Juli 2025 gab Bauer die Trennung von Zorn in den Medien bekannt.

## Filmografie
- 2010: Im Alter von Ellen
- 2011: Ein Tick anders
- 2012: Barbara
- 2012: Für Elise
- 2013: Scherbenpark
- 2013: Zeit der Helden (Fernsehserie, 9 Folgen)
- 2013: Der Kriminalist (Fernsehserie, Folge Dolly 2.0)
- 2013: GeschwisterDiebe (Kurzfilm)
- 2014: About a Girl
- 2014: Bornholmer Straße (Fernsehfilm)
- 2015: Blochin – Die Lebenden und die Toten (Miniserie)
- 2016: Polizeiruf 110: Wölfe (Fernsehreihe)
- 2016: Das Sacher (Fernsehfilm)
- 2017: Tatort: Land in dieser Zeit (Fernsehreihe)
- 2017: Keine Zweite Chance
- 2017: Axolotl Overkill
- 2017: Sommerfest
- 2017: Goliath
- 2017: Spreewaldkrimi: Zwischen Tod und Leben (Fernsehreihe)
- 2018: Das schönste Paar
- 2018–2019: Jerks. (Fernsehserie, 20 Folgen)
- 2018: Dogs of Berlin (Fernsehserie, 5 Folgen)
- 2018: Abgeschnitten
- 2019: Die Freundin meiner Mutter (Fernsehfilm)
- 2019: Blochin – Das letzte Kapitel (Fernsehfilm)
- 2019: Rampensau (Fernsehserie, 10 Folgen)
- 2020: Charlotte Link – Die Entscheidung (Fernsehreihe)
- 2020: How to Tatort (ARD Mockumentary)
- 2021: schwere l o s
- 2021: Ausgebremst (Fernsehserie)[20]
- seit 2021: Tatort (Fernsehreihe) → siehe Moormann und Selb
- 2021: Kroymann (Satiresendung, 1 Folge)
- 2022: Straight Outta Crostwitz (Miniserie)
- 2024: Viktor Bringt's: Just True Love (Staffel 1, Folge 3)
- 2024–2025: Doppelhaushälfte (Fernsehserie, 2 Folgen)
- 2024: A Better Place (Fernsehserie)

## Theater (Auswahl)
- 2007: Heuschrecken, Hessisches Staatstheater Wiesbaden (Regie: Slobodan Unkovski)
- 2007: Sommer vorm Balkon, Hessisches Staatstheater Wiesbaden (Regie: Thorsten Duit)
- 2008: RENT, Hessisches Staatstheater Wiesbaden (Regie: Iris Limbarth)
- 2008: Kleiner Lord Remi, Theater Nordhausen (Regie: Iris Limbarth)
- 2009: Zeit für Wilma, Tojo Theater Bern (Regie: Noemi Steffen)
- 2010: Nachtasyl, Schaubühne am Lehniner Platz, Berlin (Regie: Peter Kleinert)
- 2011: Helden, bat Studio Theater, Berlin (Regie: Roscha A. Säidow)
- 2011: Macht der Finsternis, Schaubühne am Lehniner Platz, Berlin (Regie: Michael Thalheimer)
- 2012: Das Spiel von Liebe und Zufall, Schlosstheater im Neuen Palais, Potsdam (Regie: Jutta Hoffmann)
- 2014: Trompe l’amour, Volksbühne, Berlin (Regie: Martin Wuttke)
- 2016: Judith, Volksbühne, Berlin (Regie: Frank Castorf)
- 2017: Unendlicher Spaß, Sophiensaele, Berlin (Regie: Thorsten Lensing)
- 2024: Der Diplomat, Nibelungen Festspiele, Worms (Regie: Roger Vontobel)

Burgtheater:
- 2012: Einige Nachrichten an das All von Wolfram Lotz (Purl Schweitzke) – Regie: Antú Romero Nunes
- 2013: Liliom von Ferenc Molnár (Luise) – Regie: Barbara Frey
- 2013: Die Frau vom Meer von Henrik Ibsen (Hilde) – Regie: Anna Bergmann
- 2013: Krieg und Frieden von Leo Tolstoi (Natascha Rostowa u. a.) – Regie: Matthias Hartmann
- 2013: Die Reise nach Petuschki von Wenedikt Wassiljewitsch Jerofejew – Regie: Felicitas Braun
- 2013: Das Geisterhaus von Isabel Allende (Alba Trueba u. a.) – Regie: Antú Romero Nunes
- 2014: Die Krönung Richards III. von Hans Henny Jahnn – Regie: Frank Castorf
- 2014: Dantons Tod von Georg Büchner (Marion) – Regie: Jan Bosse
- 2014: am beispiel der butter von Ferdinand Schmalz (Karina) – Regie: Alexander Wiegold
- 2015: Die Schutzbefohlenen von Elfriede Jelinek (Ensemble) – Regie: Michael Thalheimer

## Hörbücher (Auswahl)
- 2016 Nele Pollatschek Das Unglück anderer Leute Verlag Tacheles!, 2016 tacheles! / Roof Music GmbH
- 2017 Alina Bronsky Und du kommst auch drin vor Silberfisch (Hörbuch Hamburg)
- 2018 Marion Brasch Lieber woanders Argon Verlag
- 2019 Carmen Buttjer Levi Roof Music GmbH
- 2020 Anna Basener Die juten Sitten -Kaiserwetter in der Gosse
- 2021: Vergissmeinnicht – Was man bei Licht nicht sehen kann von Kerstin Gier (gemeinsam mit Timmo Niesner), Argon Verlag, ISBN 978-3-8398-4267-6 (Vergissmeinnicht-Trilogie Band 1)
- 2024: Vergissmeinnicht – Was die Welt zusammenhält von Kerstin Gier (gemeinsam mit Timmo Niesner), Argon Verlag, ISBN 978-3-8398-2129-9 (Vergissmeinnicht-Trilogie Band 3)
- 2025: Mit Katharina Zorn: Else, Argon Verlag, ISBN 978-3-7324-2168-8 (Roman, gelesen mit Elisabeth Günther)

## Fernsehshows
- 2020–2022: Joko & Klaas gegen ProSieben, Ansagerin und Teilnehmerin
- 2022: The Masked Singer, Teilnehmerin
- 2023: Wer stiehlt mir die Show?, Teilnehmerin
- 2023: Da kommst Du nie drauf!, Teilnehmerin
- 2023: That’s my jam, Teilnehmerin
- 2024: Gefragt – Gejagt, Teilnehmerin

## Werke
- mit Katharina Zorn: Else. Köln, Kiepenheuer & Witsch 2025. ISBN 978-3-462-00530-1

## Auszeichnungen

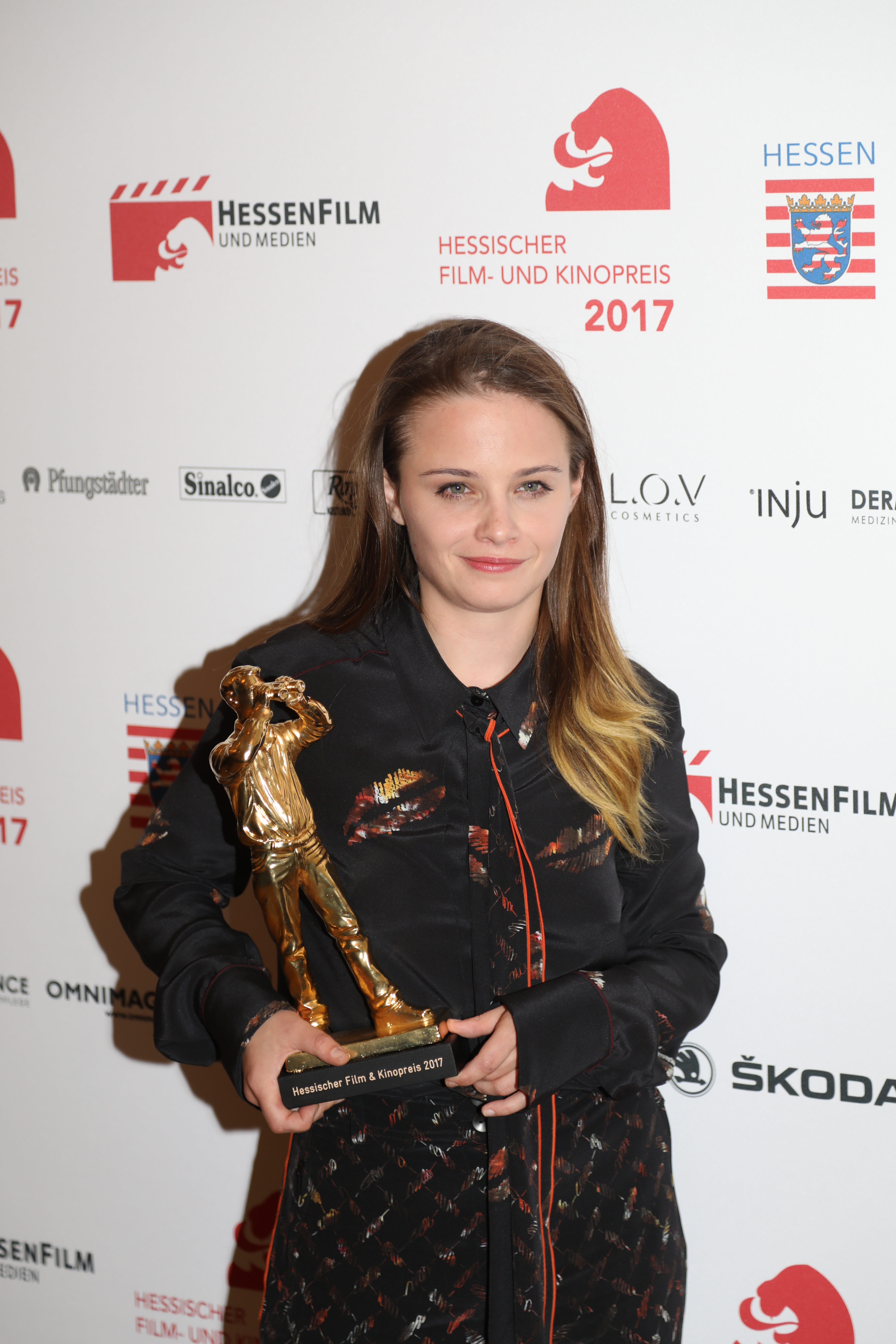
Jasna Fritzi Bauer als Preisträgerin beim Hessischen Film- und Kinopreis 2017

- 2011: Nachwuchsdarstellerpreis für die Rolle der Eva in Ein Tick anders, Filmkunstfest Mecklenburg-Vorpommern
- 2011: Vontobel-Preis, Ensemblepreis an Studierende der Hochschule für Schauspielkunst „Ernst Busch“ Berlin für Helden
- 2012: Nominierung für den Deutschen Schauspielerpreis in der Kategorie weibliche Nebenrolle für Barbara
- 2012: New Faces Award der Zeitschrift Bunte als beste Nachwuchsdarstellerin für den Film Ein Tick anders
- 2013: Filmfestival Max Ophüls Preis: Beste Nachwuchsdarstellerin in Scherbenpark
- 2013: Nominierung für den Nestroy-Theaterpreis in der Kategorie Bester Nachwuchs als Luise in Liliom am Burgtheater und als Purl Schweitzke in Einige Nachrichten an das All am Akademietheater
- 2014: Nominierung für den Günter-Strack-Fernsehpreis für die Rolle der Paulina Brunner in Zeit der Helden
- 2014: Nominierung für den Hessischen Fernsehpreis in der Kategorie Beste Schauspielerin für Scherbenpark
- 2014: Bayerischer Filmpreis als beste Nachwuchsdarstellerin für About a Girl
- 2016: Nominierung für den Jupiter Award als Beste Schauspielerin National für About a Girl
- 2017: Hessischer Film- und Kinopreis – Newcomerpreis
- 2018: Nominierung für den Preis der deutschen Filmkritik als Beste Schauspielerin für Axolotl Overkill
- 2018: Nominierung für den Quotenmeter-Fernsehpreis als Beste Nebendarstellerin Serie oder Reihe für Jerks
- 2018: Nominierung für den Jupiter Award als Beste Schauspielerin National für Axolotl Overkill
- 2019: Nominierung für den Jupiter Award als Beste Schauspielerin National für Abgeschnitten
- 2020: Nominierung für die Romy als Beste Schauspielerin Serie für Rampensau
- 2020: Nominierung für den Quotenmeter-Fernsehpreis als Beste Darstellerin Serie für Rampensau
- 2020: Nominierung für den Deutschen Schauspielerpreis in der Kategorie Schauspielerin in einer komödiantischen Rolle für Rampensau
- 2020: Nominierung für den Deutschen Fernsehpreis in der Kategorie Beste Schauspielerin für Rampensau